# Masina (Rolpa)
Masina – gaun wikas samiti w zachodniej części Nepalu w strefie Rapti w dystrykcie Rolpa. Według nepalskiego spisu powszechnego z 2011 roku liczył on 991 gospodarstw domowych i 5028 mieszkańców (2781 kobiet i 2247 mężczyzn).